# Wilhelm Gottlieb Hankel
Wilhelm Gottlieb Hankel, född 17 maj 1814 i Emsleben, död 17 februari 1899 i Leipzig, var en tysk fysiker, far till Hermann Hankel.
Hankel blev 1840 docent i fysik och kemi i Halle och 1847 extra ordinarie professor där samt var 1849-87 professor i fysik i Leipzig. Hankel sysslade huvudsakligen med studiet av elektriciteten, bland annat undersökte han kristallers pyroelektriska egenskaper, termoelektricitet, urladdningsströmmars magnetiska verkningar och luftelektriciteten. Han konstruerade flera vetenskapliga instrument, såsom den efter honom uppkallade elektrometern och apparater för uppmätning av elektrisk strömstyrka genom ledningstrådens värmeutvidgning ("Hitzdraht"-instrument). Hankels undersökningar är offentliggjorda i Johann Christian Poggendorffs och Gustav Heinrich Wiedemanns "Annalen der Physik" samt i sachsiska vetenskapssamfundets skrifter och även i Elektrische Untersuchungen (1856-99, 21 avhandlingar). Han översatte François Aragos arbeten till tyska (16 band, 1854-60).